# العلاقات اللاوسية اللوكسمبورغية
العلاقات اللاوسية اللوكسمبورغية هي العلاقات الثنائية التي تجمع بين لاوس ولوكسمبورغ.

## مقارنة بين البلدين
هذه مقارنة عامة ومرجعية للدولتين:
| وجه المقارنة                                              | لاوس        | لوكسمبورغ                                                     |
| --------------------------------------------------------- | ----------- | ------------------------------------------------------------- |
| المساحة (كم2)                                             | 236.80 ألف  | 2.59 ألف                                                      |
| عدد السكان (نسمة)                                         | 6.86 مليون  | 599.45 ألف                                                    |
| الكثافة السكانية (ن./كم²)                                 | 28.97       | 231.45                                                        |
| العاصمة                                                   | فيينتيان    | لوكسمبورغ                                                     |
| اللغة الرسمية                                             | اللغة اللاو | اللغة اللوكسمبورغية، لغة فرنسية، اللغة الألمانية              |
| العملة                                                    | كيب لاوي    | يورو، فرنك لوكسمبورغ                                          |
| الناتج المحلي الإجمالي (بليون دولار)                      | 16.85 مليار | 62.40 مليار                                                   |
| الناتج المحلي الإجمالي (تعادل القوة الشرائية) بليون دولار | 38.71 مليار | 58.13 مليار                                                   |
| الناتج المحلي الإجمالي الاسمي للفرد دولار أمريكي          | 1.82 ألف    | 101.45 ألف                                                    |
| الناتج المحلي الإجمالي للفرد دولار أمريكي                 |             | 101.93 ألف                                                    |
| مؤشر التنمية البشرية                                      | 0.575       | 0.892                                                         |
| رمز المكالمات الدولي                                      | +856        | +352                                                          |
| رمز الإنترنت                                              | .la         | .lu                                                           |
| المنطقة الزمنية                                           | ت ع م+07:00 | توقيت وسط أوروبا، ت ع م+01:00، ت ع م+02:00، أوروبا/لوكسمبورج ‏ |

## منظمات دولية مشتركة
يشترك البلدان في عضوية مجموعة من المنظمات الدولية، منها:
| علم المنظمة | اسم المنظمة                        | تاريخ انضمام لاوس | تاريخ انضمام لوكسمبورغ |
| ----------- | ---------------------------------- | ----------------- | ---------------------- |
|             | منظمة حظر الأسلحة الكيميائية       | ?                 | ?                      |
|             | البنك الدولي للإنشاء والتعمير      | 5 يوليو 1961      | 27 ديسمبر 1945         |
|             | الأمم المتحدة                      | 14 ديسمبر 1955    | 24 أكتوبر 1945         |
|             | بنك التنمية الآسيوي                | 1966              | 2003                   |
|             | منظمة الشرطة الجنائية الدولية      | ?                 | ?                      |
|             | وكالة ضمان الاستثمار متعدد الأطراف | 5 أبريل 2000      | 29 أغسطس 1991          |
|             | يونسكو                             | 9 يوليو 1951      | 27 أكتوبر 1947         |
|             | مؤسسة التنمية الدولية              | 28 أكتوبر 1963    | 4 يونيو 1964           |
|             | مؤسسة التمويل الدولية              | 29 يناير 1992     | 4 أكتوبر 1956          |

## وصلات خارجية
- موقع وزارة الخارجية اللوكسمبورغية